# Apellikon z Teos
Apellikon z Teos (zm. 84 p.n.e.) – bogaty kupiec i bibliofil ateński. Żył na przełomie II i I wieku p.n.e. Od potomków Neleusa ze Skepsis odkupił duży księgozbiór, zawierający m.in. znajdujące się w złym stanie rękopisy dzieł Teofrasta i Arystotelesa. Apellikon wydał je na nowo, lecz uzupełniając luki zniekształcił oryginalny tekst. Po śmierci właściciela księgozbiór, jako łup wojenny Sulli, trafił do Rzymu, gdzie po skompletowaniu przez Tyranniona korzystał z niego m.in. Cyceron.